# Грегоріанський телескоп

Схема руху світла через грегоріанський телескоп.

Грегоріанський телескоп — оптична схема рефлекторного телескопа, розроблена шотландським математиком і астрономом Джеймсом Грегорі 1663 року. Перший телескоп за такою схемою побудував Роберт Гук 1673 року, через п'ять років після рефлектора Ньютона. 
Джеймс Грегорі був сучасником Ісаака Ньютона, з яким часто працював одночасно на подібних проектах. Проект свого телескопа він опублікував 1663 року, за п'ять років до побудови рефлектора Ньютоном (1668 року) Однак проект Грегорі був лише теоретичним описом, і він ніколи сам не збудував телескоп.

## Історія
Грегоріанський телескоп названий на честь проекту Джеймса Грегорі Optica Promota (The Advance of Optics), який він опублікував 1663 року. Схожі теоретичні проекти можна знайти в працях Бонавентури Кавальєрі (Lo Specchio Ustorio, "Про палаючі дзеркала"), 1632 року і Марена Мерсенна (L'harmonie universalle), 1636 року. Ранні спроби Грегорі побудувати телескоп були невдалими, оскільки він не мав практичних навичок і не зміг знайти жодного оптика, здатного його реально побудувати. Лише через десять років після публікації Грегорі, під впливом інтересу вченого-експериментатора Роберта Гука, було створено робочий інструмент[джерело?]. Шотландський оптик і виробник телескопів Джеймс Шорт будував грегоріанські телескопи з дзеркалами, виготовленими зі спекулуму.

## Конструкція
Грегоріанський телескоп складається з двох увігнутих дзеркал; первинне дзеркало (увігнутий параболоїд) збирає світло і фокусує його перед вторинним дзеркалом (увігнутим еліпсоїдом), де воно відбивається назад через отвір у центрі первинного, і виходить з нижнього кінця інструменту, де його можна побачити за допомогою окуляра.
Грегоріанська конструкція вирішила проблему перегляду зображення в рефлекторі, дозволивши спостерігачеві позаду первинного дзеркала. Ця конструкція телескопа створює пряме (неперевернуте) зображення, що робить його корисним і для наземних спостережень. Вона також працює як телеоб'єктив, оскільки труба набагато коротша, ніж фокусна відстань системи.
Конструкція була значною мірою витіснена схемою Кассегрена, хоча, як і раніше, вона застосовується в деяких вузьких галузях[джерело?], оскільки створює пряме зображення без необхідності призм. Дзеркальна лабораторія обсерваторії Стюарда виробляє дзеркала для великих грегоріанських телескопів принаймні з 1985 року.
У грегоріанському дизайні первинне дзеркало створює реальне зображення перед вторинним дзеркалом. Це дає можливість розташувати діафрагму в цьому місці так, що світло ззовні поля зору не досягає вторинного дзеркала. Це є головною перевагою для сонячних телескопів, де обмеження поля зору може зменшити кількість тепла, що досягає вторинного дзеркала і наступних оптичних компонентів. Сонячний оптичний телескоп на супутнику Hinode є одним з прикладів цієї конструкції.
Для виробників аматорських телескопів грегоріанський телескоп може бути простішим у виготовленні, ніж телескоп Кассегрена, тому що увігнуте вторинне дзеркало можна перевірити тестом Фуко, як і первинне, що не можливо для опуклих вторинних дзеркал телескопу Кассегрена.

## Галерея

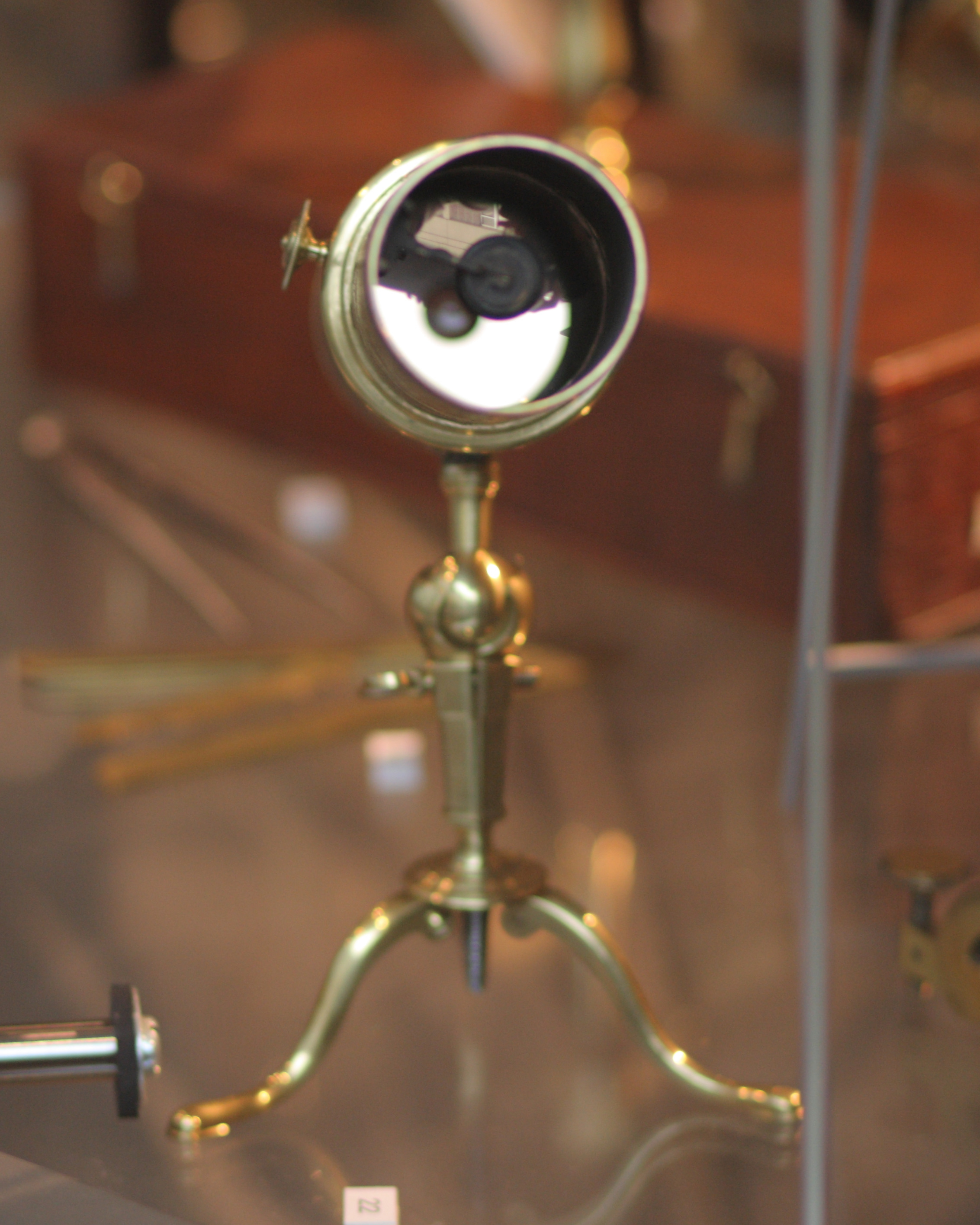
Грегоріанський телескоп, бл. 1735 р.
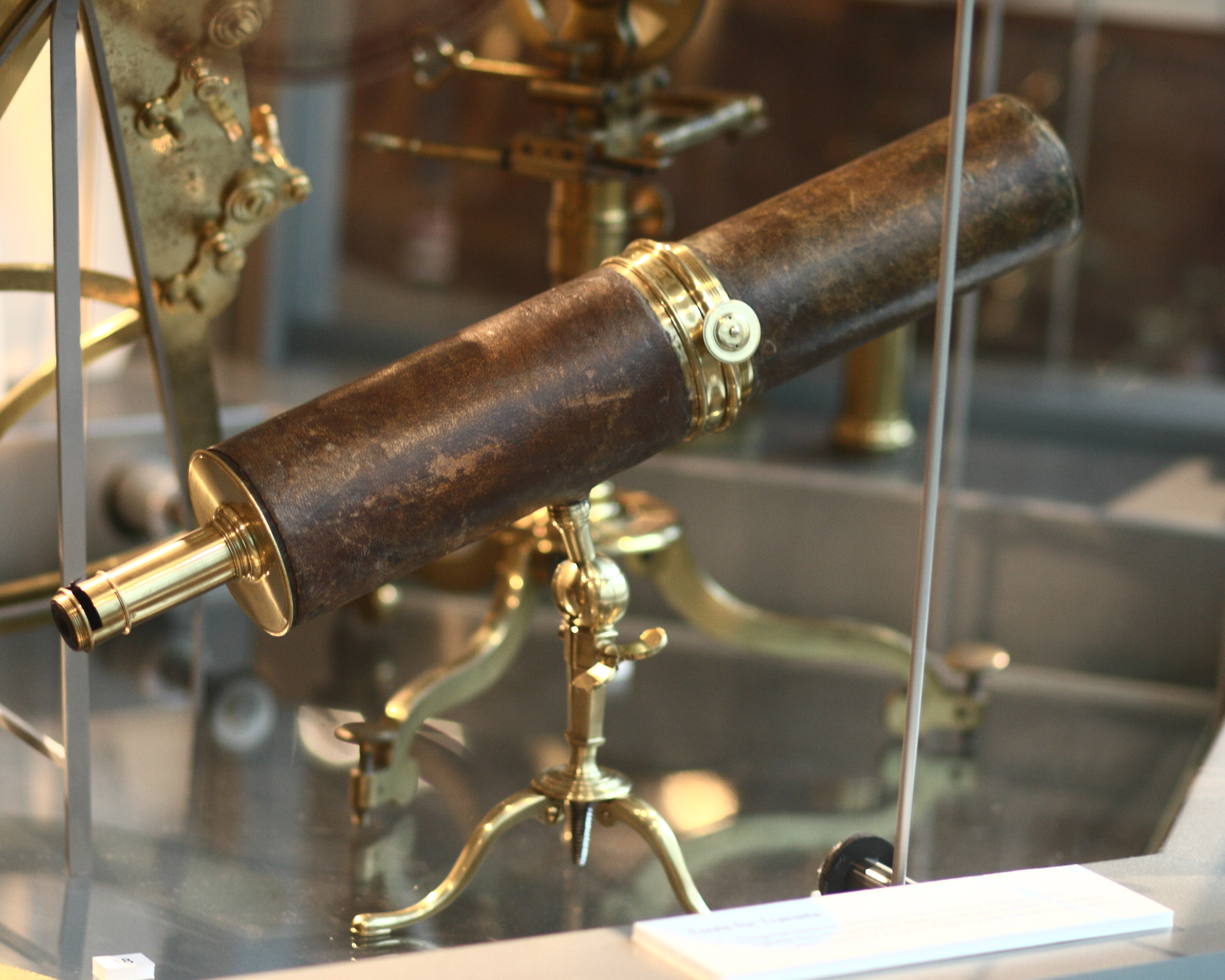
Грегоріанський телескоп, бл. 1735 р. Вид збоку
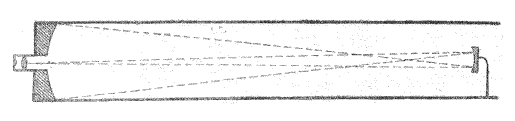
Схема грегоріанського телескопа, 1873 р.

## Приклади
- MeerKAT, телескоп обсерваторії Грінбенк, Аресібська обсерваторія і Allen Telescope Array — це радіотелескопи, у яких застосовано зміщену по осі грегоріанську схему.
- Телескоп Vatican Advanced Technology, Магелланові телескопи і Великий бінокулярний телескоп використовують грегоріанську оптичну схему.
- Гігантський магелланів телескоп також будують за грегоріанською оптичною схемою.